# Euclystis deterrima
Euclystis deterrima är en fjärilsart som beskrevs av William Schaus 1911. Euclystis deterrima ingår i släktet Euclystis och familjen nattflyn. Inga underarter finns listade i Catalogue of Life.